# Xenelaphis hexagonotus
Espèce
Synonymes
- Coluber hexagonotus Cantor, 1847
- Coryphodon sublutescens Duméril, Bibron & Duméril, 1854

Statut de conservation UICN

 LC  : Préoccupation mineure
Xenelaphis hexagonotus  est une espèce de serpents de la famille des Colubridae.

## Répartition
Cette espèce se rencontre :
- en Indonésie sur les îles de Bangka, de Belitung, de Java, de Sumatra, de Bornéo et dans les îles Riau ;
- en Malaisie péninsulaire et en Malaisie orientale ;
- à Singapour
- en Thaïlande ;
- au Viêt Nam.

## Publication originale
- Cantor, 1847 : Catalogue of reptiles inhabiting the Malayan Peninsula and Islands. Journal of the Asiatic Society of Bengal, vol. 16, no 2, p. 607-656, 897-952 & 1026-1078 (texte intégral).